# Zone de prises
La zone de prises (strike zone en anglais) est au baseball une surface rectangulaire imaginaire située au-dessus du marbre et qui définit la zone à travers laquelle le lanceur doit faire passer la balle afin que le lancer soit considéré comme une « prise » (strike) lorsque le frappeur ne s'élance pas. Lorsque le tir passe hors de cette zone, il est considéré comme une balle par l'arbitre dans la même circonstance. 
Un frappeur qui accumule trois prises, de quelque façon que ce soit, lors d'une apparition au bâton est retiré sur des prises. Par contre, un frappeur qui accumule quatre balles se voit attribuer un but sur balles et va se rendre automatiquement au premier coussin.

## Définition

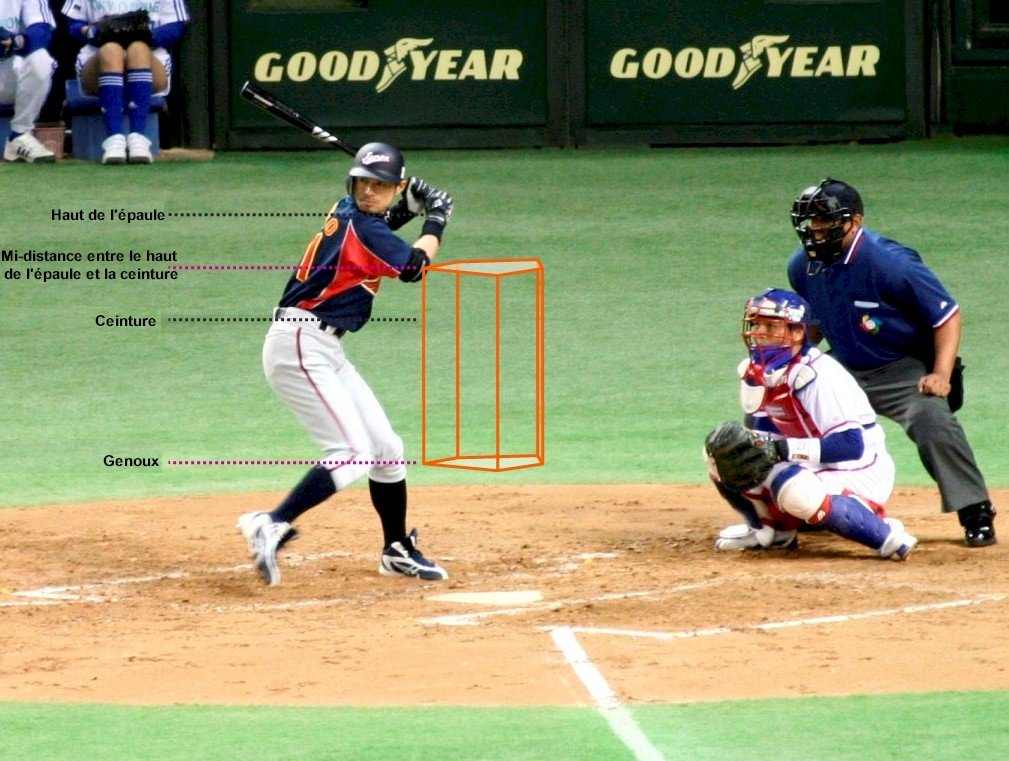
Définition de la zone de prises conventionnelle.

Le haut de la zone de prises est situé au milieu du corps du frappeur au-dessus de sa ceinture, tandis que le bas est situé juste au niveau du genou. Les limites latérales de la zone de prises correspondent aux arêtes du marbre. Un lancer qu'un batteur n'essaye pas de frapper et qui ne passe pas par cette zone est appelée une balle. Officieusement, la zone de prises qui est appliquée en pratique peut être relativement différente de cette définition ("Application pratique" ci-dessous).
La zone de prises est souvent illustrée par un plan parallèle au-devant du marbre et perpendiculaire à la surface de jeu. Si une partie d'une balle lancée intersecte ce plan, la balle est dans la zone de prises et doit être jugée comme telle. Théoriquement, la zone de prises a également une profondeur : les règles définissent en réalité un volume 3D (un prisme droit pentagonal, dont la projection au sol correspond au marbre). Si une partie de la balle intersecte ce volume, elle est considérée dans la zone et devrait être jugée comme une prise.

### Prises
Une prise sera appelée contre le frappeur dans chacun des cas suivants :
- Tente de frapper une balle et la rate (prise sur élan, swinging strike en anglais). D'après la règle 2.00 en Ligue majeure de baseball, une prise est accordée dès que le frappeur tente de frapper la balle et la rate[1], ce qui inclut les cas suivants :
  - Tente un amorti (bunt en anglais) et ne touche pas à la balle.
  - Touche la balle avec son corps alors qu'il tente de la frapper avec sa batte.
- Ne frappe pas une balle qui est jugée dans la zone de prises par l'arbitre (prise sur décision, called strike en anglais).
- Frappe une fausse balle, c'est-à-dire une balle dans le territoire hors-jeu lorsqu'il y a moins de deux prises à son compte. Une fausse balle ne peut jamais compter comme une troisième prise.
- Frappe un amorti qui atterrit hors-jeu. Contrairement au cas précédent, ceci compte comme une prise quel que soit le nombre de prises au compteur, et un amorti raté avec 2 prises engendre un retrait au bâton.
- Se fait volontairement atteindre par un lancer qui se situe dans la zone de prise (le batteur ne peut donc pas toucher intentionnellement un lancer de manière à obtenir le droit automatique d'avancer au 1er but).
- Frappe un foul tip, c'est-à-dire effleure la balle avec son bâton, mais sans empêcher le lancer de terminer dans le gant du receveur.
- Refuse d'entrer dans la zone du frappeur alors que l'arbitre le lui ordonne, et qu'un lancer est effectué par le lanceur.

La zone des prises sert seulement dans le cas de prise sur décision et le cas de se faire frapper volontairement.

## Application pratique
Bien que les règles du baseball fournissent une définition précise de la zone de prises, en pratique, il appartient à l'arbitre de décider si oui ou non un lancer a traversé la zone ou pas. Historiquement, les arbitres ont souvent jugé les lancers en fonction d'une compréhension contemporaine de la zone de prises plutôt que des règles officielles.
De nombreux facteurs ont contribué à la divergence entre les zones de prises officielles et conventionnelles en Ligue majeure de baseball. Des changements ont commencé dans les années 1970, lorsque les protections des arbitres ont été améliorées en faveur de vestes plus compactes et qui leur permettaient plus de mouvement. Ils se sont ainsi penché plus avant pour juger les prises, ce qui a conduit à un aplatissement des limites de la zone de prises. Ainsi, les lancers au-dessus des hanches devenaient des balles tandis que des lancers légèrement au-delà du marbre devenaient des prises. Comme les lanceurs s'adaptaient à ces changements en lançant plus bas et plus loin du batteur, ceux-ci ont commencé à se rapprocher du marbre.
À la même époque, il y a eu un changement d'attitude des officiels et des joueurs en ce qui concerne les lancers à l'intérieur (c'est-à-dire près du frappeur). Tandis que les lanceurs des années 1960 (comme Bob Gibson) considéraient comme un droit le fait de lancer des balles haut et à l'intérieur, les frappeurs acceptaient de moins en moins ce genre de traitement (ces lancers étant très susceptibles d'atteindre les frappeurs, particulièrement à la tête). Les instances des Ligues majeures de baseball ont également décrété qu'un officiel n'était plus tenu de donner un avertissement à un lanceur qui tenterait, selon lui, d'atteindre délibérément un frappeur, et pourrait le cas échéant l'expulser de la partie immédiatement. Ainsi, les frappeurs se sont déplacés de plus en plus près du marbre pour aller chercher les lancers plus à l'extérieur, autre facteur qui contribua à un déplacement de la zone des prises.
En 2001, la Ligue majeure de baseball a donné l'instruction à ses arbitres de juger les lancers en fonction des définitions officielles plutôt que des pratiques établies jusqu'alors. Si les arbitres ont fait des efforts pendant un certain temps, la zone de prises habituelle est finalement vite revenue à ce qu'elle était auparavant. Peu après, la Ligue a commencé à évaluer les arbitres (mais dans six stades seulement) à l'aide d'un système d'analyse de lancers appelé (QuesTec (en)). On ne sait pas si ces évaluations (des caméras servaient à capturer l'endroit exact dans l'espace où les lancers passaient au-dessus du marbre) ont conduit à redonner à la zone de prises les mêmes dimensions que dans sa définition, mais la plupart des arbitres, joueurs, experts, y compris les auteurs d'une étude sur le sujet conduite à l'Université du Nebraska, estiment que la zone de prises entre 2002 et 2006 a été plus large que pendant les années 1990 et donc plus proche de sa définition. Certains commentateurs pensent que la zone a tellement changé que certains lanceurs comme Tom Glavine ont dû radicalement adapter leur approche pour lancer des prises.
Malgré le fait que la zone de prise appliquée est une entorse à une des règles fondamentales du baseball, la différence n'attire pas vraiment l'attention. En effet, les joueurs et les entraîneurs considèrent la constance comme plus importante que la précision, et si la zone de prises peut en effet varier d'un match à l'autre à cause de l'arbitre, le plus important est qu'un arbitre donné reste cohérent pendant toute la durée d'un match.
Plusieurs études menées dans les années 2010, notamment une d'un chercheur de l'université de Floride, ont constaté un agrandissement significatif de la zone de prises, en particulier depuis 2011. Ceci a été pointé du doigt comme l'une des raisons du déclin de l'offensive, la saison 2014 ayant été celle où le moins de points ont été marqués depuis la saison 1976.